# Abbas Laghrour
Abbès Laghrour ou Abbas Leghrour (en arabe : عباس لغرور), né le 23 juin 1926 au Douar de N'Sigha près de la ville de Khenchela en Algérie et mort en juillet 1957, en Tunisie, est un militant nationaliste et combattant pour l’indépendance de l’Algérie dans la Wilaya I.

## Biographie

### Naissance
Abbas Laghrour est né le 23 juin 1926 au douar de N'Sigha près de la ville de Khenchela en Algérie. Son père, du nom Mohand Ouamar,, il avait plusieurs enfants et deux épouses  et il était  propriétaire de terre agricole autour du l’Oued Laghrour. Abbès Laghrour a eu plusieurs frères et sœurs dont Mesbah, Bouaziz, Chaabane, Amar, Salah, Zohra, Zerfa, Ouzina, Aïcha et Mazouzia. 

### Famille et proches
Abbès Laghrour s'est marié à sa cousine, il a eu deux enfants. Djemaâ Djoghlal, féministe algérienne et une des militantes auressienne de la promotion de la culture, était sa cousine.

### Scolarité
Après avoir suivi son éducation à l’école française, Abbès Laghrour a obtenu son certificat d’études primaires et son certificat d'artisan forgeron.

### Parcours nationaliste
Il adhère en 1944 au Parti du peuple algérien (PPA), il fut  responsable du bureau régional de Khenchela PPA-MTLD, après Brahim Hachani et Mourad Abdallah. 
Après avoir été renvoyé de son travail, il ouvre une boutique de fruits et légumes qui devient un lieu de rencontre pour les militants du parti. En 1951, il organise une marche importante mobilisant les jeunes de sa ville dénonçant le chômage et la précarité dans laquelle ils vivent. Il est arrêté par les autorités françaises qui l’emprisonnent pendant trois jours où il subit des tortures sauvages ce qui lui occasionne une maladie pulmonaire. Le Mouvement pour le triomphe des libertés démocratiques (MTLD) prend en charge ses soins médicaux à Batna. Il retourne à Khenchela après sa guérison et poursuit son militantisme au sein du parti.
Abbès Laghrour participe aux préparatifs pour la lutte armée dans la région des Aurès en compagnie de Mostefa Ben Boulaïd, Belkacem Grine et Adjoul-Adjoul et dirige les groupes chargés du lancement des attaques durant la nuit du 1er novembre 1954.
Adjoint de Bachir Chihani, qui remplaça Mostefa Ben Boulaïd à la tête de la Willaya I, Abbès Laghrour prend part à de nombreuses batailles durant la guerre d'Algérie telles que les batailles d'El Djorf (en), de la zaouia et Tefsour à Chechar, d’El Bayadha et de Kentis Mrah El Baroud jusqu’à sa mort le 25 juillet 1957.

## Crise dans la Wilaya I

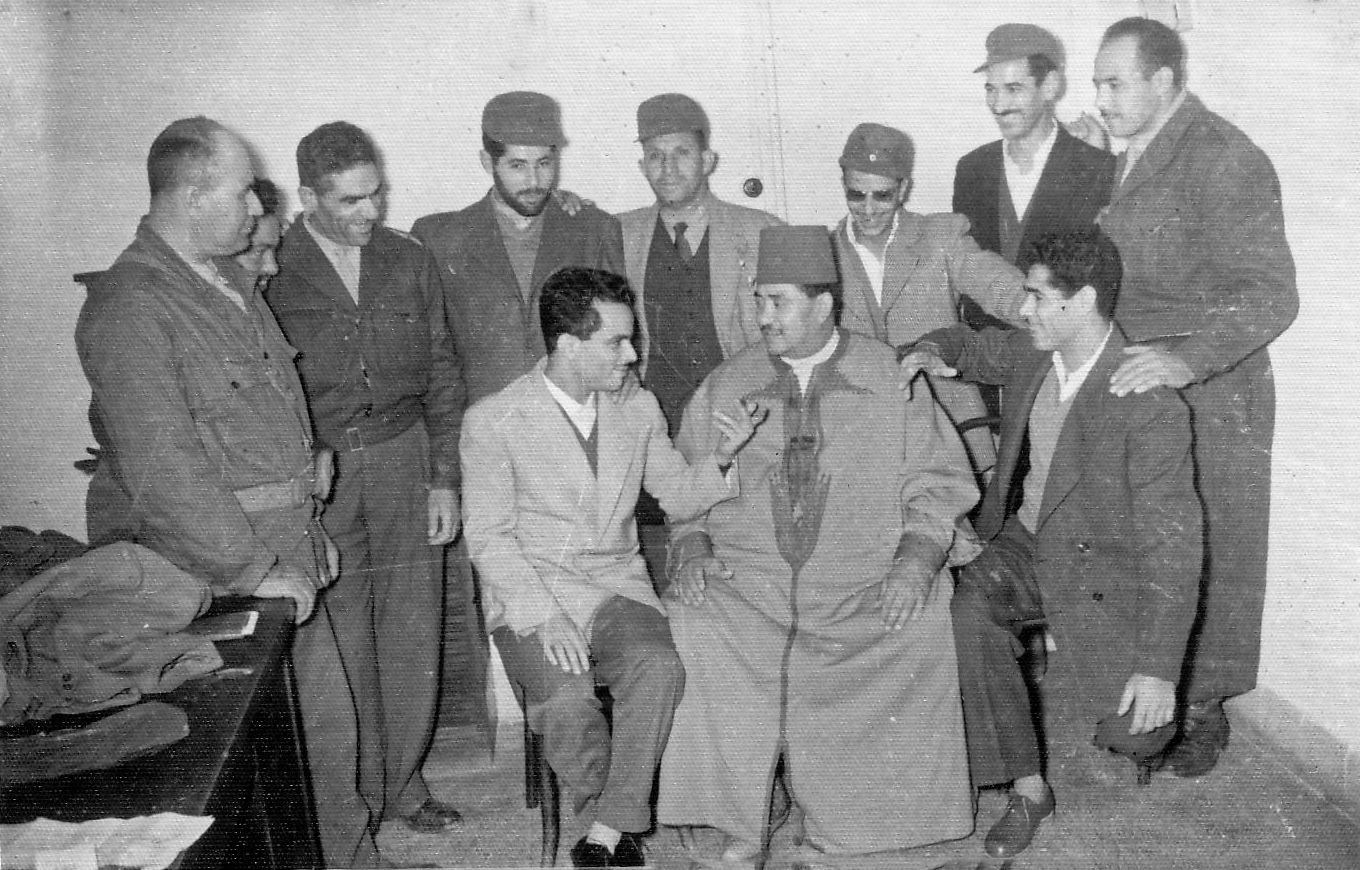
Abbes Laghrour (le 5ème debout de droite à gauche) à Tunis.

Selon Mohamed Harbi, depuis l'exécution de Chihani Bachir, le 23 octobre 1955, par Adjoul et Laghrour, la Wilaya I est divisée en plusieurs fiefs, Mazhoudi, étant membre du CNRA, est envoyé à Nememtchas et Benaouada en Tunisie afin de régler le contrôle de l’acheminement d'armes. Après la mort de Chihani, Abbas Laghrour fut désigné chef de la Wilaya I et premier responsable,, ayant le grade de colonel . Le procès verbal ne fut pas envoyé à l’Aurès ouest. 
Après le retour et la mort de Ben Boulaid entre novembre 1955 et mars 1956, Abbas Laghrour fut blessé plusieurs fois, lors d’un accrochage à la montagne Qentis , ensuite, il a été gravement blessé à Kimine et fut transporté à la montagne blanche . Amirouche a été envoyé pour faire appliquer les résolutions de la Soummam dans la Wilaya I en novembre 1956. Abbès Laghrour était un des grands stratèges militaires de la Wilaya I, mais le commandement de Nementcha se rebelle contre l'autorité des Aurès, Abbas Leghrour fut encerclé par des troupes FLN dans les montagnes, vint Adjoul avec 150 hommes pour le délivrer. Par la suite, Abbas Leghrour a essayé de régler le conflit tribal à la Montagne blanche.

## Son exécution par le CCE
Il fut arrêté en Tunisie durant huit mois, sur ordre du CCE ; selon Benmostefa Benaouda, Abbès Laghrour fut exécuté, les chefs d'accusation étaient l'execution de Bachir Chihani avant la Soummam, la situation de la zone Nemamcha et le conflit armé de Khchem el Kaleb, Abbas Laghrour avoue avoir ordonné la mort de Chihani lors de son arrestation, ce qui est un acte de trahison car Chihani était l'adjoint de Mostefa Ben Boulaid.
Selon Benjamin Stora, Abbas Leghrour décida en 1955 avec Adjoul-Adjoul, l'exécution de Bachir Chihani. Il fut à son tour assassiné en Tunisie où il se replia, refusant l'autorité de Mahmoud Chérif, pour complot en 1957. Selon Benjamin Stora,  Abbès Laghrour a été exécuté sur ordre des représentants du comité de coordination et d'exécution du FLN (CCE), pour avoir refusé de reconnaître l'autorité de Mahmoud Chérif, nommé lors du congrès de La Soummam comme responsable de la Wilaya I .
Selon Salah Laghrour, son frère, il s'agit d’un assassinat, qui est le résultat et la conséquence  de la crise entre les dirigeants de l’extérieur et de l'intérieur, des purges internes au sein du FLN, et aussi possiblement l'avis de Abbas Laghrour sur les résolutions de la Soummam .

## Hommages
Lors de la célébration de la journée nationale du chahid en 2014, Mahieddine Amimour a dit de respecter l'histoire et tous les héros de l'Algérie en citant le cas d'Abbès Laghrour, lorsque l'officier qui était chargé de l'arrêter, Abbès Laghrour ne s'est pas opposé lui a répondu que c'était un ordre du Nidham tu dois l'exécuter. Le colonel Abbas Laghrour fut exécuté le 25 juillet 1957 à Tunis.

### Postérité
- L’Université de Khenchela porte son nom[24],[8].
- Un des lycées de la ville de Batna, du nom Abbas  Laghrour[25].
- Le centre de formations professionnelle de Dar el beida à Alger porte son nom.